# Hearts Breaking Even

Hearts breaking even es una canción de la banda de hard rock estadounidense Bon Jovi, incluida en el álbum These Days (1995). Aunque muy apreciada por los fanes, es una canción que no llegó nunca a tocarse en directo.la canción, al igual que todas las canciones de este disco, tienen tonadas de Rock alternativo, típicas en baladas de bandas como Pearl Jam
Se trata de un medio tiempo roquero, que sigue el corte general de todo el álbum. Aunque la canción gira en torno al tema del amor, un amor que se acaba, lo aborda con guitarras suaves y con letras más maduras y pesimistas. El tema se caracteriza también por las subidas y bajadas en el tiembre del cantante, Jon Bon Jovi
- Datos: Q16574203